# A tini nindzsa teknőcök felemelkedése
A tini nindzsa teknőcök felemelkedése (eredeti cím: Rise of the Teenage Mutant Ninja Turtles) 2018 és 2020 között vetített amerikai televíziós 2D-s számítógépes animációs kalandsorozat, amelyet Andy Suriano és Ant Ward alkotott a Tini Nindzsa Teknőcök című képregény alapján.
A sorozatot Amerikában 2018. június 20-án a Nickelodeon mutatta be. Magyarországon 2018. október 28-án szintén a Nickelodeon mutatta be.

## Szereplők
| Szereplő              | Eredeti hang                | Magyar hang                                              |
| Tini Nindzsa Teknőcök | Tini Nindzsa Teknőcök       | Tini Nindzsa Teknőcök                                    |
| --------------------- | --------------------------- | -------------------------------------------------------- |
| Raphael               | Omar Benson Miller          | Moser Károly                                             |
| Leonardo              | Ben Schwartz                | Bódy Gergely                                             |
| Donatello             | Josh Brener                 | Markovics Tamás                                          |
| Michelangelo          | Brandon Mychal Smith        | Rada Bálint                                              |
| Szövetségesek         |                             |                                                          |
| Szecska mester        | Eric Bauza                  | Rosta Sándor                                             |
| April O'Neil          | Kat Graham                  | Mezei Kitty                                              |
| Draxum Báró           | John Cena (1. évad)         | Varga Rókus                                              |
| Draxum Báró           | Roger Craig Smith (2. évad) | Varga Rókus                                              |
| Stanley               | Dave Foley                  | Bogdán Gergő                                             |
| Sunita                | Kody Kavitha                | Sipos Eszter Anna (1. hang) Bogdányi Titanilla (2. hang) |
| S.H.E.L.L.D.O.N.      | Greg Cipes                  | Tarján Péter                                             |
| Gonoszok              |                             |                                                          |
| Talpas hadnagy        | Rob Paulsen                 | Bolla Róbert                                             |
| Huginn                | Timothy Simons              | Kossuth Gábor                                            |
| Muninn                | Sam Richardson              | Galbenisz Tomasz (1. hang) Szokol Péter (2. hang)        |
| Hústorony             | Johnny Rotten               | Orosz Gergő                                              |
| Albearto              | Tom Kenny                   | Varga Rókus                                              |
| Warren Stone          | John Michael Higgins        | Galbenisz Tomasz                                         |
| Hypno-Potamus         | Rhys Darby                  | Schneider Zoltán                                         |
| Repo Mantis           | Fred Tatasciore             | Papucsek Vilmos                                          |
| Baxter Rakodó         | Ramone Hamilton             | Szalay Csongor                                           |
| Mrs. Cuddles          | Eliza Schneider             | Pupos Tímea                                              |

## Évados áttekintés
| Évad | Évad | Epizódok | Eredeti sugárzás  | Eredeti sugárzás   | Magyar sugárzás   | Magyar sugárzás |
| Évad | Évad | Epizódok | Évadpremier       | Évadfinálé         | Évadpremier       | Évadfinálé      |
| ---- | ---- | -------- | ----------------- | ------------------ | ----------------- | --------------- |
|      | 1    | 26       | 2018. július 20.  | 2019. november 16. | 2018. október 28. | TBA             |
|      | 2    | 26       | 2019. október 12. | 2020. augusztus 7. | TBA               | TBA             |

## Epizódok

### 1.évad (2018-2019)
| #   | #   | Eredeti cím                                      | Magyar cím                                               | Rendezte                                      | Írta                                                  | Eredeti premier      | Magyar premier                                                  |
| --- | --- | ------------------------------------------------ | -------------------------------------------------------- | --------------------------------------------- | ----------------------------------------------------- | -------------------- | --------------------------------------------------------------- |
| 1.  | 1.  | Mystic Mayhem                                    | Káosz hajsza                                             | Brendan Clogher & Sebastian Montes            | Ian Busch, Russ Carney, Ron Corcillo & Jesse Gordon   | 2018. július 20.     | 2018. október 28.                                               |
| 2.  | 2.  | Origami Tsunami                                  | Origami tsunami                                          | Jamie Vickers                                 | Russ Carney & Ron Corcillo                            | 2018. szeptember 25. | 2018. november 4.                                               |
| 2.  | 2.  | Donnie's Gifts                                   | Donnie ajándékai                                         | Sebastian Montes                              | Russ Carney & Ron Corcillo                            | 2018. szeptember 17. | 2018. november 4.                                               |
| 3.  | 3.  | War and Pizza                                    | Háború és pizza                                          | Brendan Clogher                               | Ian Busch                                             | 2018. szeptember 17. | 2018. november 11.                                              |
| 3.  | 3.  | Newsworthy                                       | Szenzáció                                                | Sebastian Montes                              | Jesse Gordon                                          | 2018. szeptember 27. | 2018. november 11.                                              |
| 4.  | 4.  | Repo Mantis                                      | Repo Mantis                                              | Jamie Vickers                                 | Russ Carney & Ron Corcillo                            | 2018. szeptember 20. | 2018. november 18.                                              |
| 4.  | 4.  | Down With the Sickness                           | Le a betegséggel                                         | Jamie Vickers                                 | Jesse Gordon                                          | 2018. szeptember 18. | 2018. november 18.                                              |
| 5.  | 5.  | The Fast and the Furriest                        | Harácsos iramban                                         | Brendan Clogher                               | Russ Carney & Ron Corcillo                            | 2018. szeptember 24. | 2018. november 25.                                              |
| 5.  | 5.  | Mascot Melee                                     | Maskara-balhé                                            | Sebastian Montes                              | Ian Busch                                             | 2018. szeptember 26. | 2018. november 25.                                              |
| 6.  | 6.  | Shell in a Cell                                  | Teknők a ringben                                         | Sebastian Montes                              | Dale Malinowski                                       | 2018. szeptember 19. | 2019. január 6.                                                 |
| 6.  | 6.  | Minotaur Maze                                    | A minotaurusz labirintusa                                | Brendan Clogher                               | Jesse Gordon                                          | 2018. október 6.     | 2019. január 6.                                                 |
| 7.  | 7.  | Bug Busters                                      | Rovarírtók                                               | Abe Audish, Brendan Clogher, és Jamie Vickers | Ian Busch, Russ Carney, Ron Corcillo, és Jesse Gordon | 2018. november 17.   | 2019. április 14.                                               |
| 8.  | 8.  | The Longest Fight                                | A leghosszabb harc                                       | Sebastian Montes                              | Ian Busch                                             | 2018. október 6.     | 2019. január 13.                                                |
| 8.  | 8.  | Hypno! Part Deux!                                | Hipno visszavág                                          | Jamie Vickers                                 | Jesse Gordon                                          | 2018. november 3.    | 2019. január 13.                                                |
| 9.  | 9.  | The Gumbus                                       | A gumbusz                                                | Sebastian Montes                              | Russ Carney & Ron Corcillo                            | 2018. október 13.    | 2019. január 20.                                                |
| 9.  | 9.  | Mrs. Cuddles                                     | Mrs. Cuddles                                             | Abe Audish és Jamie Vickers                   | Ian Busch                                             | 2018. október 20.    | 2019. január 20.                                                |
| 10. | 10. | Stuck on You                                     | Egységben az erő                                         | Brendan Clogher                               | Jesse Gordon                                          | 2018. november 10.   | 2019. január 27.                                                |
| 10. | 10. | Al Be Back                                       | Albearto visszavág                                       | Brendan Clogher                               | F.M. De Marco                                         | 2018. december 1.    | 2019. január 27.                                                |
| 11. | 11. | The Purple Jacket                                | A lila dzseki                                            | Abe Audish                                    | Russ Carney & Ron Corcillo                            | 2019. január 26.     | 2019. április 21.                                               |
| 11. | 11. | Pizza Pit                                        | Pizza-hét                                                | Sebastian Montes                              | Brian Posehn                                          | 2019. február 2.     | 2019. április 21.                                               |
| 12. | 12. | Smart Lair                                       | Okos rejtek                                              | Brendan Clogher                               | Ian Busch                                             | 2019. február 9.     | 2019. április 28.                                               |
| 12. | 12. | Hot Soup: The Game                               | Erőleves: A videójáték                                   | Abe Audish                                    | Russ Carney & Ron Corcillo                            | 2019. február 16.    | 2019. április 28.                                               |
| 13. | 13. | The Evil League of Mutants                       | Szupergonosz mutánsok ligája                             | Sebastian Montes                              | Jesse Gordon                                          | 2019. január 19.     | 2019. május 5.                                                  |
| 14. | 14. | Late Fee                                         | Késedelmi díj                                            | Abe Audish                                    | Dale Malinowski                                       | 2019. február 23.    | 2019. június 9.                                                 |
| 14. | 14. | Bullhop                                          | Liftes marha                                             | Sebastian Montes                              | Russ Carney & Ron Corcillo                            | 2019. március 2.     | 2019. június 9.                                                 |
| 15. | 15. | Mind Meld                                        | Agy baj                                                  | Abe Audish                                    | Jesse Gordon                                          | 2019. március 9.     | 2019. június 16.                                                |
| 15. | 15. | Nothing But Truffle                              | Gomba galiba                                             | Alan Wan                                      | Russ Carney & Ron Corcillo                            | 2019. március 16.    | 2019. június 16.                                                |
| 16. | 16. | Shadow of Evil                                   | Patkány kommandó                                         | JJ Conway and Alan Wan                        | Ian Busch                                             | 2019. február 23.    | 2019. június 23.                                                |
| 17. | 17. | Portal Jacked!                                   | Portál-térítve!                                          | Sebastian Montes                              | Russ Carney & Ron Corcillo                            | 2019. április 6.     | 2019. szeptember 1.                                             |
| 17. | 17. | Warren & Hypno, Sitting in a Tree                | Warren & Hypno, a két jó barát                           | JJ Conway                                     | Jesse Gordon                                          | 2019. június 1.      | 2019. szeptember 1.                                             |
| 18. | 18. | Operation: Normal                                | Normális hadművelet                                      | Alan Wan                                      | Laura Sreebny                                         | 2019. június 8.      | 2019. szeptember 8.                                             |
| 18. | 18. | Sparring Partner                                 | Küzdőpartner                                             | Abe Audish                                    | Ian Busch                                             | 2019. április 13.    | 2019. szeptember 8.                                             |
| 19. | 19. | You Got Served                                   | Szervírozva                                              | Sebastian Montes                              | Ian Busch                                             | 2019. június 15.     | 2019. szeptember 15.                                            |
| 19. | 19. | How to Make Enemies and Bend People to Your Will | Hogyan szerezzünk ellenségeket, hogyan manipuláljuk őket | Abe Audish                                    | Russ Carney & Ron Corcillo                            | 2019. június 22.     | 2019. szeptember 15.                                            |
| 20. | 20. | Mystic Library                                   | Misztikus könyvtár                                       | Sebastian Montes                              | Russ Carney & Ron Corcillo                            | 2019. június 29.     | 2019. szeptember 22.                                            |
| 20. | 20. | The Purple Game                                  | A bíbor játék                                            | Alan Wan                                      | Jesse Gordon                                          | 2019. július 6.      | 2019. szeptember 22.                                            |
| 21. | 21. | Man vs. Sewer                                    | A csatorna-túlélés törvényei                             | Abe Audish                                    | Dale Malinowski                                       | 2019. október 19.    | 2019. november 17. (Nickelodeon) 2019. december 8. (Nicktoons)  |
| 21. | 21. | The Mutant Menace                                | A mutáns veszedelem                                      | JJ Conway                                     | Ross Carney & Ron Corcillo                            | 2019. október 19.    | 2019. november 17. (Nickelodeon) 2019. december 8. (Nicktoons)  |
| 22. | 22. | Turtle-dega Nights: The Ballad of Rat Man        | Tortuga éjszaka: A patkány balladája                     | Abe Audish                                    | Jesse Gordon                                          | 2019. október 26.    | 2019. november 24. (Nickelodeon) 2019. december 15. (Nicktoons) |
| 22. | 22. | The Ancient Art of Ninja Hide and Seek           | A nindzsabújócska ősi művészete                          | Sebastian Montes                              | Ian Busch                                             | 2019. október 26.    | 2019. november 24. (Nickelodeon) 2019. december 15. (Nicktoons) |
| 23. | 23. | One Man's Junk                                   | Mi az egyiknek szemét...                                 | Abe Audish                                    | Russ Carney és Ron Corcillo                           | 2019. november 2.    | 2019. december 1. (Nickelodeon) 2019. december 22. (Nicktoons)  |
| 23. | 23. | Snow Day                                         | Hó nap                                                   | Sebastian Montes                              | Dale Malinowski                                       | 2019. november 2.    | 2019. december 1. (Nickelodeon) 2019. december 22. (Nicktoons)  |
| 24. | 24. | Cloak and Swaggart                               | Csajos est                                               | Alan Wan                                      | Jason Meier                                           | 2019. november 9.    | 2019. december 8. (Nickelodeon) 2019. december 29. (Nicktons)   |
| 24. | 24. | Jupiter Jim Ahoy!                                | Jupiter Jim, áhoj!                                       | Abe Audish                                    | Ian Busch                                             | 2019. november 9.    | 2019. december 8. (Nickelodeon) 2019. december 29. (Nicktons)   |
| 25. | 25. | Insane in the Mama Train                         | Nagy vonatrablás                                         | Sebastian Montes                              | Jesse Gordon                                          | 2019. november 16.   |                                                                 |
| 26. | 26. | End Game                                         | Végjáték                                                 | Abe Audish                                    | Russ Carney & Ron Corcillo                            | 2019. november 16.   |                                                                 |

### 2.évad (2019-2020)
| #   | #   | Eredeti cím                                           | Magyar cím | Rendezte                               | Írta                                                                                      | Eredeti premier    | Magyar premier |
| --- | --- | ----------------------------------------------------- | ---------- | -------------------------------------- | ----------------------------------------------------------------------------------------- | ------------------ | -------------- |
| 27. | 1.  | Many Unhappy Returns                                  | TBA        | Kevin Molina-Ortiz és Sebastian Montes | Ian Busch                                                                                 | 2019. november 23. | TBA            |
| 28. | 2.  | Todd Scouts                                           | TBA        | JJ Conway                              | Jesse Gordon                                                                              | 2019. november 30. | TBA            |
| 28. | 2.  | Goyles, Goyles, Goyles                                | TBA        | Abe Audish                             | Russ Carney és Ron Corcillo                                                               | 2019. november 30. | TBA            |
| 29. | 3.  | Flushed, But Never Forgotten                          | TBA        | Alan Wan                               | Dale Malinowski                                                                           | 2019. október 12.  | TBA            |
| 29. | 3.  | Lair Games                                            | TBA        | JJ Conway                              | Jesse Gordon                                                                              | 2019. október 12.  | TBA            |
| 30. | 4.  | Breaking Purple                                       | TBA        | JJ Conway                              | Josh Riley Brown                                                                          | 2020. április 24.  | TBA            |
| 30. | 4.  | Repairin' the Baron                                   | TBA        | Alan Wan                               | Russ Carney és Ron Corcillo                                                               | 2020. április 24.  | TBA            |
| 31. | 5.  | Air Turtle                                            | TBA        | Sebastian Montes                       | Jesse Gordon                                                                              | 2020. április 24.  | TBA            |
| 31. | 5.  | Pizza Puffs                                           | TBA        | JJ Conway                              | Russ Carney és Ron Corcillo                                                               | 2020. április 24.  | TBA            |
| 32. | 6.  | Sidekick Ahoy!                                        | TBA        | Jake Castorena                         | Ian Busch                                                                                 | 2020. május 15.    | TBA            |
| 32. | 6.  | The Hidden City Job                                   | TBA        | Sebastian Montes                       | Russ Carney és Ron Corcillo                                                               | 2020. május 15.    | TBA            |
| 33. | 7.  | Always Be Brownies                                    | TBA        | JJ Conway                              | Jesse Gordon                                                                              | 2020. május 15.    | TBA            |
| 33. | 7.  | Mystery Meat                                          | TBA        | Sebastian Montes                       | Russ Carney és Ron Corcillo                                                               | 2020. május 15.    | TBA            |
| 34. | 8.  | Donnie vs. Witch Town                                 | TBA        | Abe Audish                             | Ian Busch                                                                                 | 2020. június 19.   | TBA            |
| 34. | 8.  | Raph's Ride-Along                                     | TBA        | JJ Conway                              | Russ Carney és Ron Corcillo                                                               | 2020. június 19.   | TBA            |
| 35. | 9.  | Hidden City's Most Wanted                             | TBA        | Jake Castorena                         | Jesse Gordon                                                                              | 2020. június 19.   | TBA            |
| 35. | 9.  | Bad Hair Day                                          | TBA        | Sebastian Montes                       | Russ Carney és Ron Corcillo                                                               | 2020. június 19.   | TBA            |
| 36. | 10. | Fists of Furry                                        | TBA        | JJ Conway                              | Ian Busch                                                                                 | 2020. július 17.   | TBA            |
| 36. | 10. | The Clothes Don't Make the Turtle                     | TBA        | Jake Castorena                         | Jesse Gordon                                                                              | 2020. július 17.   | TBA            |
| 37. | 11. | Battle Nexus: New York                                | TBA        | Kevin Molina-Ortiz és Alan Wan         | Dale Malinowski                                                                           | 2020. július 17.   | TBA            |
| 38. | 12. | Finale Part 1: E-Turtle Sunshine of the Spotless Mind | TBA        | Sebastian Montes                       | Josh Riley Brown                                                                          | 2020. augusztus 7. | TBA            |
| 38. | 12. | Finale Part 2: Shreddy or Not                         | TBA        | JJ Conway                              | Josh Riley Brown                                                                          | 2020. augusztus 7. | TBA            |
| 39. | 13. | Finale Part 3: Anatawa Hitorijanai                    | TBA        | Jake Castorena                         | Josh Riley Brown, Ian Busch, Russ Carney, Ron Corcillo, Tony Gama-Lobo és Dale Malinowski | 2020. augusztus 7. | TBA            |
| 39. | 13. | Finale Part 4: Rise                                   | TBA        | Kevin Molina-Ortiz                     | Josh Riley Brown, Ian Busch, Russ Carney, Ron Corcillo, Tony Gama-Lobo és Dale Malinowski | 2020. augusztus 7. | TBA            |